# Di. 4
Di 4 er et diesellokomotiv ejet af Norske Tog, og fra og med 2020 bruges det af Vy til at trække passagertog på Bane Nor 's elektrificerede baner. De bruges kun på Nordlandsbanen, da de andre ruter, såsom Rørosbanen og Raumabanen, betjenes af motorkøretøjer som  type 92 og  type 93 .
Di 4 er teknisk identisk med DSB  ME, men har nogle forskelle på grund af nationale forhold. Det har også adskillige ligheder med lokomotivet El 17, inklusive skråt front samt flere fælles komponenter, og som også blev bygget af den samme producent. Fem Di 4 lokomotiver blev bygget og leveret af  Henschel i 1980 og taget i drift et år senere. Lokomotiverne Di 6 skulle overtage, men disse lokomotiver blev en fiasko. Efter at statsvirksomheden NSB blev opdelt i en passagerafdeling og en fragtafdeling, blev alle Di 4-lokomotiverne holdt sammen i en afdeling. Få år senere var det NSBs eneste diesellokomotype med undtagelse af selskabets skiftlokomotiver. De fem lokomotiver af type Di 4 er nummererede 4.651 til 4.655.

## Eksterne links
- Di 4 Arkiveret 7. februar 2018 hos  Wayback Machine – NJK Materielldatabasen
- Di 4 Arkiveret 12. februar 2020 hos  Wayback Machine – Jernbane.net